# 未来渡る。
未来渡る。（みらいわたる、MIRAIWATARU）は、福岡県久留米市を拠点とする日本のロック・バンド。

## 来歴
- 2024年結成。ライブハウスやサーキットイベントを中心に活動。
- 2025年、1st EP『世界が終わろうとも』を配信リリース[3]。

## メンバー
- ルーニー – ボーカル
- 泰成 – ベース
- 虎太郎 – ドラム[4]

## ディスコグラフィ
EP
- 『世界が終わろうとも』 (2025年1月25日)[5]

シングル
- 「ガラス」 (2024年7月12日)[6]

## 主なライヴ
- 2025年3月19日 – 小倉FUSE「MUZIC PUMP 未来渡る。「君の世界を照らせ！ツアー」」 w/ silent sparkle, soamuai, kenner。[7]
- 2025年5月7日 – 福岡Queblick「Mix Box」 w/ THE BOYS&GIRLS, BAN'S ENCOUNTER, 未菜, Penny Lane。[8]
- 2025年5月19日 – 福岡 OP's「TRIGGER Day 3」 w/ Pixie Monster, ことりの唄, ünreffort, 怪物の涙。[9]
- 2025年6月1日 – 福岡 OP's THE SKIPPERS “FOUR ARROWS TOUR 2025”。[10]
- 2025年6月19日 – 広島 ALMIGHTY（古墳シスターズ企画）w/ ゼロカル, LaDybug ほか[11]
- 2025年8月5日 – 福岡 BEAT STATION「Re:PLAY vol.1」 w/ Akt the Goat, L!LF。[12]
- 2025年8月25日 – 福岡Queblick「PAIL OUT pre. 1st Full ALBUM『傷跡』Release Tour」 w/ RAINCOVER, THE PUSHON'S。[13]